# Меле (Горня Радгона)
Меле (словен. Mele) — поселення в общині Горня Радгона, Помурський регіон, Словенія. Висота над рівнем моря: 205,5 м.